# 11. Arany Málna-gála
A 11. Arany Málna-gálán (Razzies) – az Oscar-díj-átadó paródiájaként – az amerikai filmipar 1990. évi legrosszabb alkotásait, illetve alkotóit díjazták kilenc kategóriában. A díjazottak megnevezésére 1991. március 24-én, a 63. Oscar-gála előtti estén került sor a Hollywood Roosevelt Hotel „Oscar” termében.
John Derek Szellemképtelenség című vígjátéka 9 jelölésből 4 „elismerést” sepert be, köztük a legrosszabb film és legrosszabb rendezés díját; 6 jelölésével és 3 díjával kiemelkedő helyezést ért el Renny Harlin akció-vígjátéka, a Ford Fairlane kalandjai, s 2 jelöléséből 2 díjat „nyert” Francis Ford Coppola drámája, a A Keresztapa III. (mindkettővel Sofia Coppola játékát értékelték). Noha Sylvester Stallone Rocky V. című akciófilmje 7 jelölést kapott, egyetlen kategóriában sem szerezte meg az elsőséget.

## Díjazottak és jelöltek
| „Győztes” |

| Kategória                        | „Győztesek” és jelöltek |
| -------------------------------- | --- |
| Legrosszabb film                 | Ford Fairlane kalandjai, producer: Joel Silver (20th Century Fox) (megosztva) Szellemképtelenség, producer: Bo Derek (Triumph Films) (megosztva) |
| Legrosszabb film                 | Hiúságok máglyája, producer: Brian De Palma (Warner Bros.)                                                                                       |
| Legrosszabb film                 | Az irkafirka híd, producer: Randy Phillips (Warner Bros.)                                                                                        |
| Legrosszabb film                 | Rocky V., producer: Robert Chartoff, Irwin Winkler (United Artists)                                                                              |
| Legrosszabb férfi főszereplő     | Andrew Dice Clay – Ford Fairlane kalandjai |
| Legrosszabb férfi főszereplő     | Prince – Az irkafirka híd |
| Legrosszabb férfi főszereplő     | Mickey Rourke – A félelem órái és Vad orchideák                                                                                                  |
| Legrosszabb férfi főszereplő     | George C. Scott – Az ördögűző 3. |
| Legrosszabb férfi főszereplő     | Sylvester Stallone – Rocky V. |
| Legrosszabb női főszereplő       | Bo Derek – Szellemképtelenség |
| Legrosszabb női főszereplő       | Melanie Griffith – Hiúságok máglyája |
| Legrosszabb női főszereplő       | Bette Midler – Stella |
| Legrosszabb női főszereplő       | Molly Ringwald – Savanyú a szülő |
| Legrosszabb női főszereplő       | Talia Shire – Rocky V. |
| Legrosszabb férfi mellékszereplő | Donald Trump (cameoszerepben önmaga) – Szellemképtelenség                                                                                        |
| Legrosszabb férfi mellékszereplő | Leo Damian – Szellemképtelenség |
| Legrosszabb férfi mellékszereplő | Gilbert Gottfried – Ford Fairlane kalandjai, Nicsak, ki beszél még! és Talpig zűrben                                                             |
| Legrosszabb férfi mellékszereplő | Wayne Newton – Ford Fairlane kalandjai |
| Legrosszabb férfi mellékszereplő | Burt Young – Rocky V. |
| Legrosszabb női mellékszereplő   | Sofia Coppola – A Keresztapa III. |
| Legrosszabb női mellékszereplő   | Roseanne Barr (hangja) – Nicsak, ki beszél még!                                                                                                  |
| Legrosszabb női mellékszereplő   | Kim Cattrall – Hiúságok máglyája |
| Legrosszabb női mellékszereplő   | Julie Newmar – Szellemképtelenség |
| Legrosszabb női mellékszereplő   | Ally Sheedy – Savanyú a szülő |
| Legrosszabb rendező              | John Derek – Szellemképtelenség |
| Legrosszabb rendező              | John G. Avildsen – Rocky V. |
| Legrosszabb rendező              | Brian De Palma – Hiúságok máglyája |
| Legrosszabb rendező              | Renny Harlin – Ford Fairlane kalandjai |
| Legrosszabb rendező              | Prince – Az irkafirka híd |
| Legrosszabb forgatókönyv         | Ford Fairlane kalandjai, forgatókönyv: Daniel Waters és James Cappe & David Arnott, egy Rex Weiner által alkotott karakter felhasználásával      |
| Legrosszabb forgatókönyv         | Hiúságok máglyája, forgatókönyv: Michael Cristofer, Tom Wolfe regénye alapján                                                                    |
| Legrosszabb forgatókönyv         | Szellemképtelenség, írta: John Derek |
| Legrosszabb forgatókönyv         | Az irkafirka híd, írta: Prince |
| Legrosszabb forgatókönyv         | Rocky V., írta: Sylvester Stallone |
| Legrosszabb új sztár             | Sofia Coppola – A Keresztapa III. |
| Legrosszabb új sztár             | Ingrid Chavez – Az irkafirka híd |
| Legrosszabb új sztár             | Leo Damian – Szellemképtelenség |
| Legrosszabb új sztár             | Carré Otis – Vad orchideák |
| Legrosszabb új sztár             | Donald Trump – Szellemképtelenség |
| Legrosszabb „eredeti” dal        | Bújj, bújj, ördög! „He's Comin' Back (The Devil!)” című dala, zene és szöveg: Chris LeVrar                                                       |
| Legrosszabb „eredeti” dal        | Rocky V. „The Measure of a Man” című dala, zene és szöveg: Alan Menken                                                                           |
| Legrosszabb „eredeti” dal        | Stella „One More Cheer” című dala, írta: Jay Gruska és Paul Gordon                                                                               |

## A kategóriákban előforduló filmek
| Jelölés | Díj | Magyar cím              | Eredeti cím                     |
| ------- | --- | ----------------------- | ------------------------------- |
| 9       | 4   | Szellemképtelenség      | Ghosts Can't Do It              |
| 7       | 0   | Rocky V.                | Rocky V                         |
| 6       | 3   | Ford Fairlane kalandjai | The Adventures of Ford Fairlane |
| 5       | 0   | Az irkafirka híd        | Graffiti Bridge                 |
| 5       | 0   | Hiúságok máglyája       | The Bonfire of the Vanities     |
| 2       | 2   | A Keresztapa III.       | The Godfather Part III          |
| 2       | 0   | Savanyú a szülő         | Betsy's Wedding                 |
| 2       | 0   | Nicsak, ki beszél még!  | Look Who's Talking Too          |
| 2       | 0   | Stella                  | Stella                          |
| 2       | 0   | Vad orchideák           | Wild Orchid                     |
| 1       | 1   | Bújj, bújj, ördög!      | Repossessed                     |
| 1       | 0   | A félelem órái          | Desperate Hours                 |
| 1       | 0   | Talpig zűrben           | Problem Child                   |
| 1       | 0   | Az ördögűző 3.          | The Exorcist III                |